# Ejido el Choropo
Ejido el Choropo är en ort i Mexiko.   Den ligger i kommunen Mexicali och delstaten Baja California, i den nordvästra delen av landet, 2 200 km nordväst om huvudstaden Mexico City. Ejido el Choropo ligger 8 meter över havet och antalet invånare är 723.
Terrängen runt Ejido el Choropo är platt. Runt Ejido el Choropo är det ganska tätbefolkat, med 58 invånare per kvadratkilometer. Närmaste större samhälle är Mexicali, 11,7 km norr om Ejido el Choropo. Trakten runt Ejido el Choropo består till största delen av jordbruksmark.